# Kommittén till försvar för demokratin

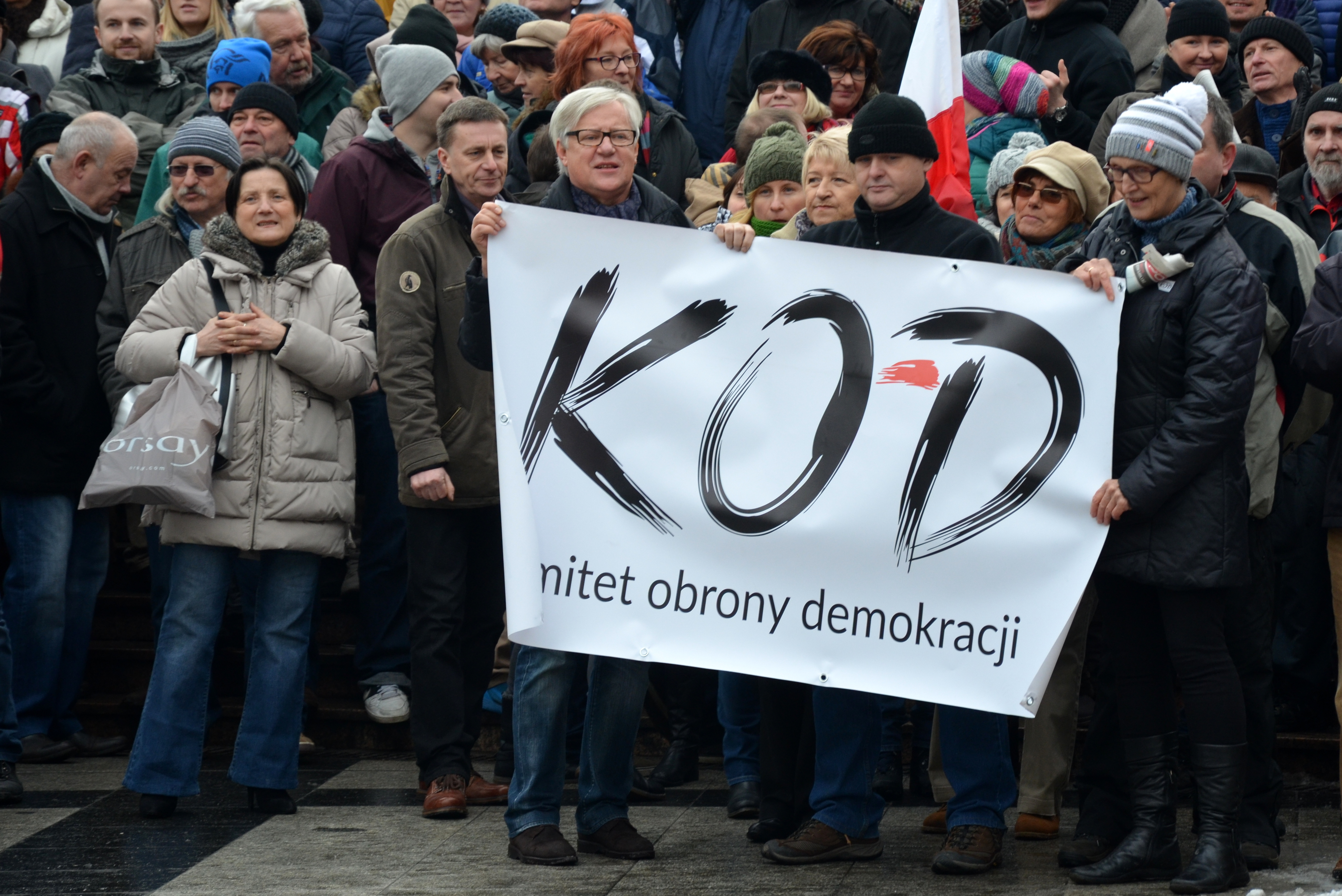
Demonstranter med KOD:s logotyp.

Kommittén till försvar för demokratin (polska: Komitet Obrony Demokracji, KOD) är en polsk medborgarorganisation som grundades den 2 december 2015 som reaktion det nationalkonservativa partiet Lag och rättvisas nytillträdda majoritetsregering, och presidenten Andrzej Dudas försök att ändra på den polska konstitutionen. Organisationen har bland annat organiserat protester med tiotusentals deltagare i Warszawa. Organisationens medlemmar kommer från ett brett politiskt spektrum (med undantag för extremhögern) och själva ser de sig som en form av efterträdare till fackföreningen Solidaritet. Vänsterpartiet Razem har emellertid valt att inte delta då de menar att de högerliberala grupper som ryms under KOD-paraplyet även de har varit ansvariga för den nuvarande samhällsutvecklingen.
I Sverige har aktivister knutna till organisationen arrangerat protester utanför Polens ambassad i Stockholm. Under aktionerna har bland annat polska flyktingar från kommunistregimen deltagit. Vid en demonstration i januari 2016 dök regeringstrogna motdemonstranter upp, enligt Stockholms Fria med understöd av den fascistiska gruppen Nordisk Ungdom.
Bland personer i den polska offentligheten som uttryckt stöd för KOD märks bland andra regissören Andrzej Wajda.